# Komitat Krassó

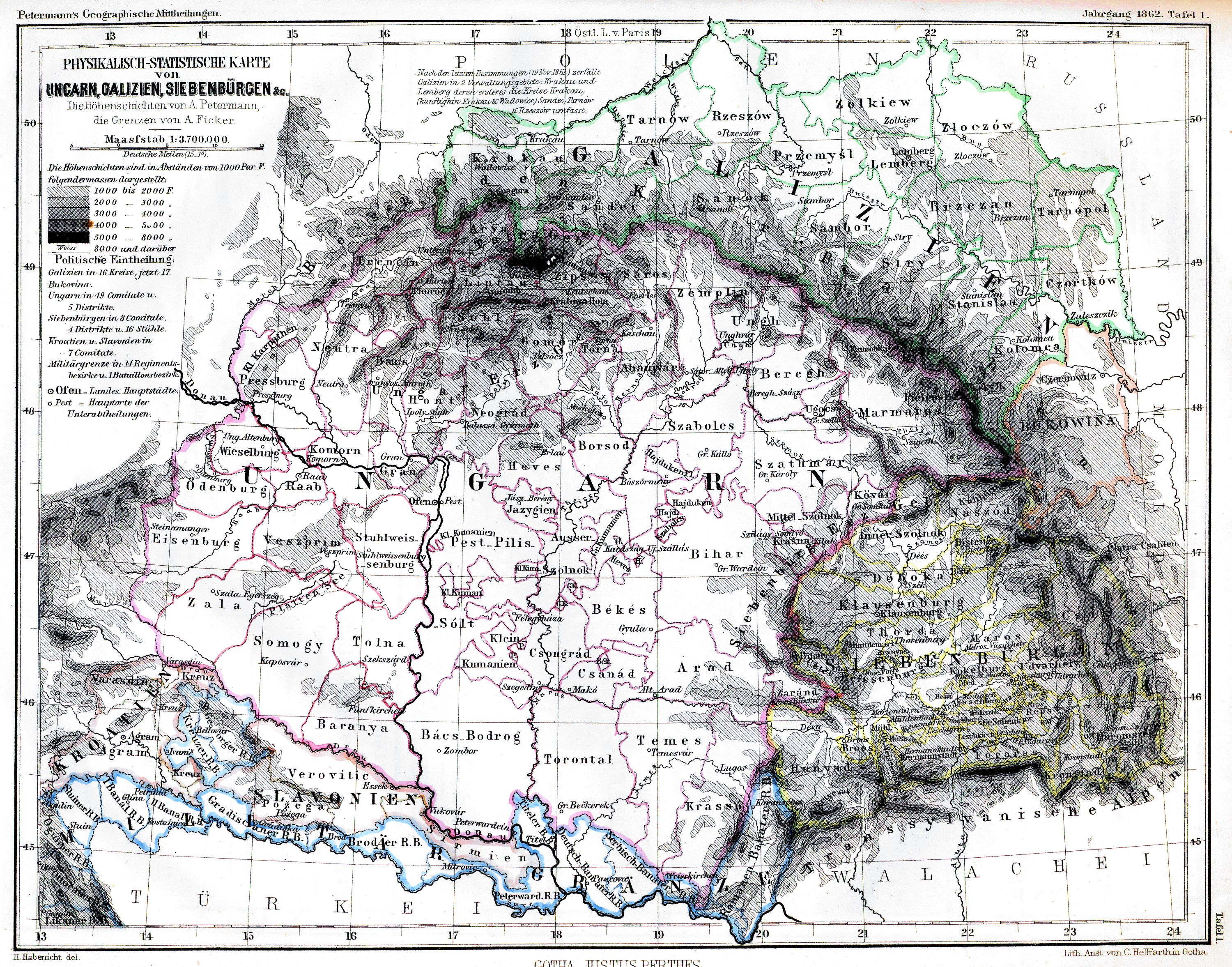
Das Komitat Krassó auf einer Karte von 1862

Das Komitat Krassó (ungarisch Krassó vármegye, lateinisch Comitatus Krassoviensis) war eine Verwaltungseinheit im Königreich Ungarn. Das Komitat existierte seit ca. 1003 bis 1848 und wurde nach kurzer Eingliederung in die Woiwodschaft Serbien und Temeser Banat (bis 1860) wieder eigenständig und 1881 mit dem Komitat Szörény zum Komitat Krassó-Szörény vereinigt.

## Beschreibung
Das Komitat lag im heutigen Rumänien und ist heute Teil des Kreises Caraș-Severin. Das Komitat Krassó wurde von König Stephan I. bei der Staatsgründung Ungarns mit dem Verwaltungssitz in Krassóvár (rum. Carașova) gebildet und grenzte zuletzt an die Komitate Arad, Hunyad, Szörény und Temes.
Das Komitat hatte 1869 259.079 Einwohner, von denen 192.751 (74,7 %) orthodox, 192.751 (17,4 %) römisch-katholisch, 16.089 (6,2 %) griechisch katholisch und 1025 reformiert waren. 80,2 % waren ethnische Rumänen, 11 % Deutsche und 2,4 % Ungarn.

## Quelle
- István Diós et al.: Krassó vármegye. In: Magyar katolikus lexikon. Band 7. Szent István Társulat, Budapest 2002 (katolikus.hu).